# Moseline Daniels
Moseline Rochelle Daniels (* 1. Februar 1990 in Paarl, Südafrika) ist eine ehemalige südafrikanische Cricketspielerin, die zwischen 2010 und 2918 für die südafrikanische Nationalmannschaft spielte.

## Aktive Karriere
Daniels gab ihr Nationalmannschafts-Debüt im Oktober 2010, wo sie bei einem heimischen Sechs-Nationen-Turnier gegen Sri Lanka ihr WODI-Debüt gab und bei einem weiteren Sechs-Nationen-Turnier gegen die Niederlande ihr WTwenty20-Debüt folgte. Beim ICC Women’s World Cup Qualifier 2011 erreichte sie gegen die Niederlande 4 Wickets für 25 Runs. Daraufhin dauerte es bis zur Saison 2013/14, bis sie wieder ins Team zurückkam. Bei einem WTwenty20-Drei-Nationen-Turnier in Katar erzielte sie gegen Pakistan drei Wickets (3/17). Daraufhin war sie Teil des Kaders beim ICC Women’s World Twenty20 2014, wo sie zwei Spiele spielte, jedoch nicht herausragte. Im Juli 2014, wurde sie von der nationalen Cricket-Akademie suspendiert. Beim ICC Women’s World Twenty20 2016 spielte sie dann drei Spiele. Im November 2016 gelangen ihr in der WODI-Serie in Australien drei Wickets (3/53). Beim Women’s Cricket World Cup 2017 war ihre beste Leistung zwei Wickets (2/21) gegen Pakistan. Daraufhin war sie nicht mehr Teil des WODI-Kaders. Sie wurde für den ICC Women’s World Twenty20 2018 nominiert, wo ihr in jedem ihrer vier Spiele je ein Wicket erzielte. Im Mai 2019 gelangen ihr gegen Pakistan drei Wickets (3/13). Es war die letzte Tour, die sie für die Nationalmannschaft bestritt. Sie bestritt daraufhin noch zwei weitere Saisons für Boland, bevor ihre Karriere endete.